# Lijst van nummer 1-hits in de Nederlandse Single Top 100 in 2011
Deze hits stonden in 2011 op nummer 1 in de Nederlandse Single Top 100.
| Nummer | Datum        | Artiest                                                            | Titel                                            |
| ------ | ------------ | ------------------------------------------------------------------ | ------------------------------------------------ |
| 658    | 1 januari    | Martin Solveig & Dragonette                                        | Hello                                            |
|        | 8 januari    | Martin Solveig & Dragonette                                        | Hello                                            |
| 659    | 15 januari   | Jan Smit                                                           | Niemand zo trots als wij                         |
| 660    | 22 januari   | Ben Saunders                                                       | Kill for a broken heart                          |
| 661    | 29 januari   | Dean Saunders                                                      | You and I both                                   |
| 656    | 5 februari   | Adele                                                              | Rolling in the deep                              |
| 662    | 12 februari  | 3JS                                                                | Je vecht nooit alleen                            |
| 663    | 19 februari  | Lady Gaga                                                          | Born this way                                    |
| 656    | 26 februari  | Adele                                                              | Rolling in the deep                              |
| 664    | 5 maart      | Nick & Simon                                                       | Wijzer (dan je was) (Symphonica in Rosso versie) |
| 656    | 12 maart     | Adele                                                              | Rolling in the deep                              |
| 662    | 19 maart     | 3JS                                                                | Je vecht nooit alleen / Never alone              |
| 665    | 26 maart     | Adele                                                              | Set fire to the rain                             |
| 666    | 2 april      | Alexis Jordan                                                      | Happiness                                        |
| 667    | 9 april      | Glennis Grace                                                      | Afscheid                                         |
|        | 16 april     | Glennis Grace                                                      | Afscheid                                         |
| 668    | 23 april     | Frans Duijts                                                       | Morgen is pas morgen                             |
| 666    | 30 april     | Alexis Jordan                                                      | Happiness                                        |
|        | 7 mei        | Alexis Jordan                                                      | Happiness                                        |
| 669    | 14 mei       | Do                                                                 | Hij gelooft in mij                               |
| 666    | 21 mei       | Alexis Jordan                                                      | Happiness                                        |
|        | 28 mei       | Alexis Jordan                                                      | Happiness                                        |
|        | 4 juni       | Alexis Jordan                                                      | Happiness                                        |
| 670    | 11 juni      | Coldplay                                                           | Every teardrop is a waterfall                    |
| 671    | 18 juni      | Rochelle                                                           | No air                                           |
| 672    | 25 juni      | Guus Meeuwis                                                       | Armen open                                       |
| 673    | 2 juli       | Sak Noel                                                           | Loca people (la gente esta muy loka)             |
|        | 9 juli       | Sak Noel                                                           | Loca people (la gente esta muy loka)             |
|        | 16 juli      | Sak Noel                                                           | Loca people (la gente esta muy loka)             |
| 674    | 23 juli      | Lucenzo & Big Ali / Don Omar & Lucenzo                             | Vem dançar kuduro / Danza kuduro                 |
|        | 30 juli      | Lucenzo & Big Ali / Don Omar & Lucenzo                             | Vem dançar kuduro / Danza kuduro                 |
|        | 6 augustus   | Lucenzo & Big Ali / Don Omar & Lucenzo                             | Vem dançar kuduro / Danza kuduro                 |
|        | 13 augustus  | Lucenzo & Big Ali / Don Omar & Lucenzo                             | Vem dançar kuduro / Danza kuduro                 |
|        | 20 augustus  | Lucenzo & Big Ali / Don Omar & Lucenzo                             | Vem dançar kuduro / Danza kuduro                 |
| 675    | 27 augustus  | Nick & Thomas                                                      | Sterker nu dan ooit                              |
|        | 3 september  | Nick & Thomas                                                      | Sterker nu dan ooit                              |
| 676    | 10 september | Keizer & De Munnik                                                 | Kijk me na                                       |
| 677    | 17 september | Gotye & Kimbra                                                     | Somebody that I used to know                     |
|        | 24 september | Gotye & Kimbra                                                     | Somebody that I used to know                     |
| 678    | 1 oktober    | The voice of Holland                                               | One thousand voices                              |
| 679    | 8 oktober    | Jan Smit                                                           | Hou je dan nog steeds van mij                    |
| 677    | 15 oktober   | Gotye & Kimbra                                                     | Somebody that I used to know                     |
|        | 22 oktober   | Gotye & Kimbra                                                     | Somebody that I used to know                     |
| 680    | 29 oktober   | Gers Pardoel                                                       | Ik neem je mee                                   |
|        | 5 november   | Gers Pardoel                                                       | Ik neem je mee                                   |
|        | 12 november  | Gers Pardoel                                                       | Ik neem je mee                                   |
| 681    | 19 november  | Jeroen van der Boom                                                | Niemand anders                                   |
| 682    | 26 november  | Het Metropole Orkest o.l.v. Vince Mendoza m.m.v. diverse artiesten | Wereldwijd orkest                                |
| 683    | 3 december   | Birdy                                                              | Skinny love                                      |
| 680    | 10 december  | Gers Pardoel                                                       | Ik neem je mee                                   |
|        | 17 december  | Gers Pardoel                                                       | Ik neem je mee                                   |
| 684    | 24 december  | Sandro Silva & Quintino                                            | Epic                                             |
| 685    | 31 december  | Studio Killers                                                     | Ode to the bouncer                               |